# Treffurt-Wanfrieder Werratal

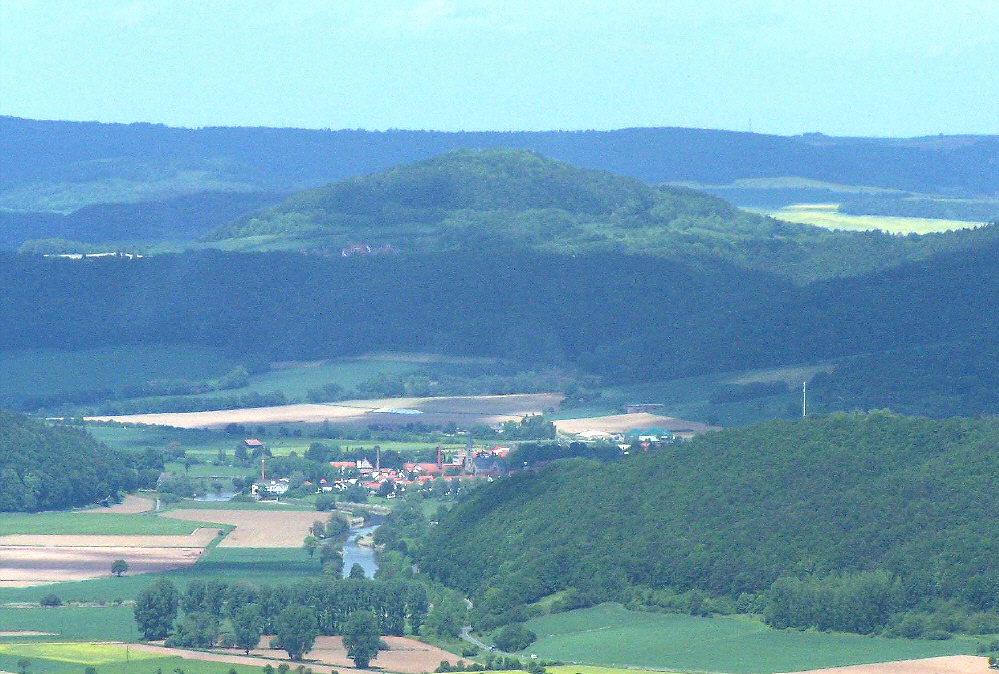
Das Werratal bei Wanfried vom Heldrastein aus gesehen

Das Treffurt-Wanfrieder Werratal ist der südlichste Teil des Unteren Werratales innerhalb des Naturraumes Unteres Werrabergland im Werra-Meißner-Kreis und im Wartburgkreis im Grenzbereich von Hessen und Thüringen (Deutschland).

## Geographische Lage
Der Abschnitt des Treffurt-Wanfrieder Werratales beginnt südöstlich von Treffurt am Übergang zu den Muschelkalkhöhen des Thüringer Beckens und endet nordwestlich von Wanfried am Eintritt der Werra in das Eschweger Becken. Bei einer Länge des Tales von ungefähr 10 Kilometern querte die ehemalige Innerdeutsche Grenze mehrfach das Flussgebiet.

## Naturräumliche Zuordnung
Das Treffurt-Wanfrieder Werratal wird wie folgt nach Blatt Kassel zugeordnet:
- (zu 35 Osthessisches Bergland)
  - (zu 358 Unteres Werrabergland)
    - 358.1 Treffurt-Wanfrieder Werratal

## Natur

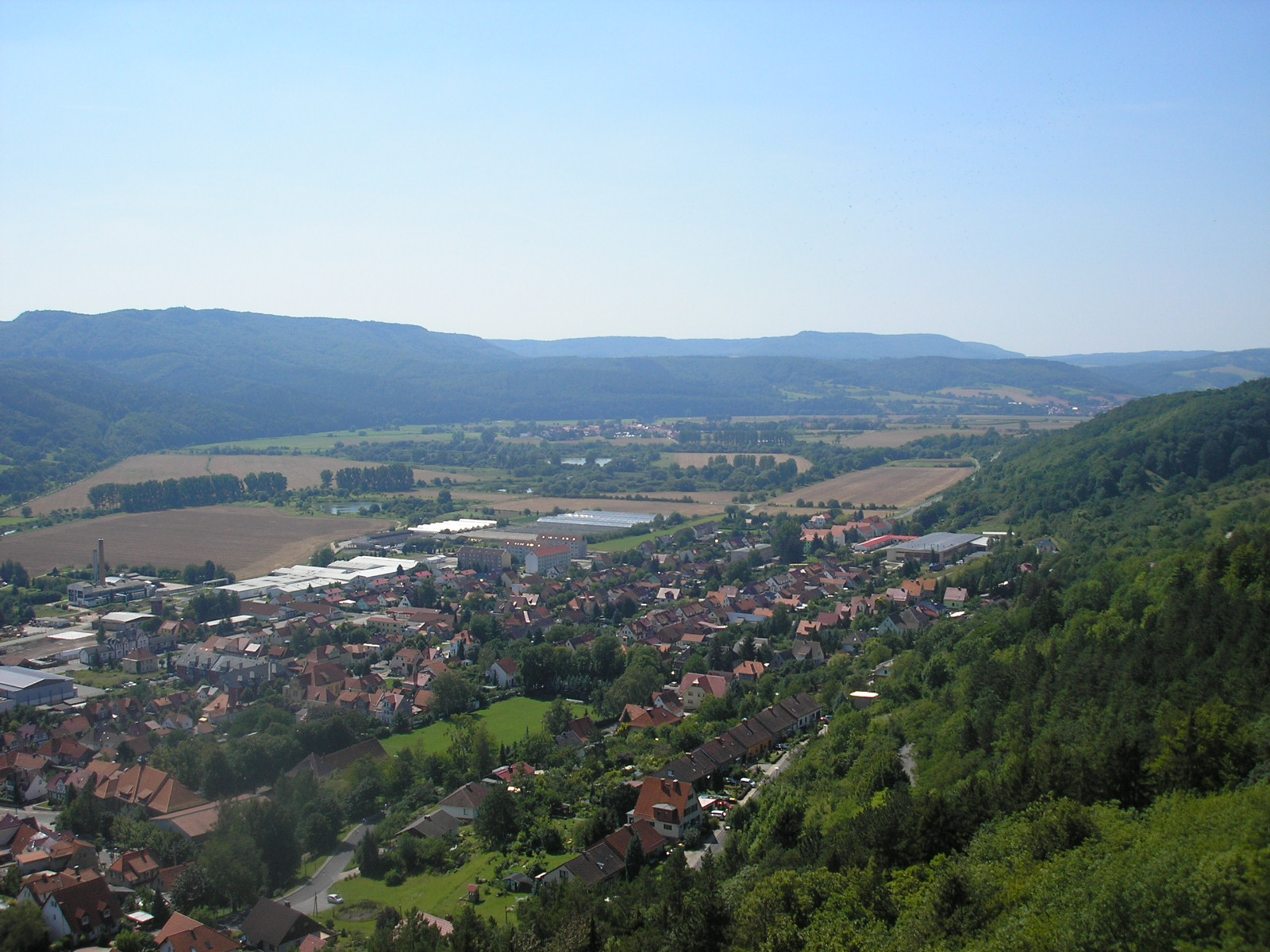
Das Werratal bei Treffurt flussabwärts gesehen

Die Werra tritt aus dem engen Durchbruchstal durch den Muschelkalk bei Falken in die hauptsächlich von Buntsandstein geprägte Landschaft des Unteren Werratales ein. Das etwa 0,5 bis 2 Kilometer breite Treffurt-Wanfrieder Werratal umfasst neben den flachen, lösslehmbedeckten Tallagen der Werra auch die Buntsandsteinhänge der angrenzenden Höhenzüge. Die Auen werden als Grünland, die Hänge landwirtschaftlich genutzt, während die steileren Hänge bereits bewaldet sind.
Das Tal wir von den folgenden Bergen und Höhenzügen eingegrenzt:
- Rosoppe-Frieda-Hügelland (Hülfensberg: 448 m) im Norden
- Wanfrieder Werrahöhen (Plesse: 480 m) im Nordosten und (Muhlienberg: 447 m) im Osten
- Falkener Platte (Adolfsburg: 379 m) im äußersten Südosten
- Ringgau (Heldrastein: 504 m) im Süden
- Schlierbachswald (Wiesenberg: 330 m und Asbachhöhe: 361 m) im Westen

## Sehenswürdigkeiten
- Altstadt von Wanfried
- Fachwerkstadt Treffurt
- Rittergut in Völkershausen
- historische Fachwerkhäuser in Altenburschla und Heldra